# Западно-Сибирский экономический район

Западно-Сибирский экономический район на карте России

Западно-Сибирский экономический район

Западно-Сибирский экономический район — один из 12 экономических районов России. Включает 9 субъектов федерации: Тюменскую область, Ханты-Мансийский автономный округ — Югру, Ямало-Ненецкий автономный округ, Омскую область, Новосибирскую область, Томскую область, Алтайский край, Кемеровскую область и Республику Алтай.

## Экономико-географическое положение
Западно-Сибирский экономический район занимает территорию, которая по площади превышает природный район, известный под названием Западная Сибирь. Это связано с тем, что кроме Западно-Сибирской равнины в него входят ещё Алтай, а также предгорья Западного Саяна. Район соседствует с индустриальным Уралом, областями Восточной Сибири и Казахстана, богатыми минеральными ресурсами. Район имеет государственную границу с Казахстаном, Китаем и Монголией, а также выход к Северному Ледовитому океану, включая Северный Морской путь.

## Административно-территориальное деление
Площадь — 2 427,2 тыс. км².
1. Новосибирская область
2. Омская область
3. Томская область
4. Кемеровская область
5. Тюменская область
6. Ханты-Мансийский автономный округ — Югра
7. Ямало-Ненецкий автономный округ
8. Республика Алтай
9. Алтайский край

## Население
Население — 17 млн 9 тыс. человек (2020). Третий по площади район страны и самый густонаселённый в восточной экономической зоне.
Имеется 2 города-миллионера — Новосибирск, Омск. Уровень урбанизации (городского населения) — 71 %.
Население района многонационально. Кроме русских, которые составляют почти 90 % населения, в районе живут татары, ханты, манси, ненцы, селькупы, эвенки, алтайцы, шорцы, чулымцы и другие народности.

## Экономика
Добыча нефти, газа, железной руды, каменного угля.
Главная отрасль специализации района — топливная промышленность, которая даёт более 70 % нефти, около 85 % газа и 40 % угля.
Основные отрасли специализации: нефте-газодобывающая, химическая и лесная промышленность, чёрная и цветная металлургии, электроэнергетика, машиностроение.
Сельское хозяйство зерново-животноводческого направления. Главная культура — яровая пшеница.